# Scottiola divarna
Scottiola divarna är en insektsart som beskrevs av Bhowmik 1976. Scottiola divarna ingår i släktet Scottiola och familjen syrsor. Inga underarter finns listade i Catalogue of Life.